# Черри, Дональд Юджин
Дональд Юджин Черри (англ. Donald Eugene Cherry; 18 ноября 1936 — 19 октября 1995) — авангардный американский джазовый трубач, карьера которого началась в тесном сотрудничестве с саксофонистом Орнеттом Коулманом. В дальнейшем он жил в разных уголках мира и сотрудничал со множеством музыкантов.

## Биография
Черри родился в Оклахома-сити, Оклахома, где его отец, также джазовый трубач был владельцем Cherry Blossom Club, в котором играли Чарли Крисчен и Флетчер Хендерсон. В 1940 году Черри с семьёй переехал в Лос-Анджелес, Калифорния. Ещё в школьные годы он начал играть свинг со школьным оркестром и познакомился с барабанщиком Билли Хиггинсом.
В начале 1950 годов Черри играл джаз с лос-анджелесскими музыкантами, иногда выступая как пианист у Арта Фармера.:134 Во время пребывания Клиффорда Брауна и Макса Роуча в Лос-Анджелесе, Черри участвовал в джем-сейшнах с ними и Браун давал ему уроки. Он также гастролировал с Джеймсом Клеем:45.
Одним из важнейших событий в жизни Черри стала встреча с Орнеттом Коулманом. Черри приобрёл известность в 1958 году, играя с Орнеттом Коулманом сначала в квинтете с пианистом Полом Блеем и затем в квартете без использования фортепиано, который записывался на лейбле Атлантик.
Черри вместе с Джоном Колтрейном записали альбом The Avant-Garde, кроме того он записывался и гастролировал с Сонни Роллинсом, Альбертом Айлером и Джорджем Расселлом, был участником New York Contemporary Five с Арчи Шеппом и Джоном Чикаем. Первым его альбомом в качестве лидера был Complete Communion, записанный для Blue Note Records в 1965 году. В том составе играли Эд Блэквелл и саксофонист Гато Барбиери, с которым от познакомился в Европе, играя у Айлера.
После ухода от Коулмана, Дон Черри изменил стиль игры и приблизился к фанку и фьюжну, хотя и продолжил иногда играть джаз, часто в маленьких составах и дуэтах (большинство из них с экс-барабанщиком Коулмана Эдом Блеквеллом), особенно в течение долгого времени, проведённого в Скандинавии.
Позднее он играл на диске 1971 года Коулмана Science Fiction, и с 1976 по 1987 года играл с учениками Коулмана Дьюи Редманом, Чарли Хейденом и Блеквеллом в группе Old And New Dreams, записав с ней четыре альбома, два для ECM и два для Black Saint, в которых были особо отмечены его «тонкость ритмических» сжатий и растяжений:290.
С 1970 он начал заниматься этнической музыкой. Черри объединял ближневосточную, народную африканскую и индийскую музыку в своём творчестве. Он учился индийской музыке у Vasant Rai в начале 1970 годов. С 1978 по 1982 он записал три альбома для ЕСМ с «world jazz» коллективом Codona, в который входили сам Черри, перкуссионист Нана Васконселос и исполнитель на ситаре и табле Колин Уолкотт.
Черри сотрудничал также с классическим композитором Кшиштофом Пендерецким в альбоме 1971 года Actions.
В 1973 году он сочинил музыку к фильму Алехандро Ходоровски Святая гора.
В 1980-х он опять записывался с квартетом Коулмана In All Languages и записал диск El Corazon, дуэт с Эдом Блеквеллом.
Также он играл на пластинках Карлы Бли Escalator Over The Hill и записывался с Lou Reed, Ian Dury, Rip Rig + Panic и Sun Ra.
В 1994 году Черри участвовал в записи сборника Red Hot Organization Stolen Moments: Red Hot + Cool на треке «Apprehension» совместно с The Watts Prophets. Этот альбом, призванный привлечь общественное внимание к проблеме распространения спида в афроамериканской среде был назван «альбомом года» журналом Time.
Черри умер 15 октября 1995 года от рака печени в Малаге, Испания.
Его приёмные дочери и два сына также являются музыкантами.
Черри был посмертно введён в Oklahoma Jazz Hall of Fame в 2011 году.

## Инструменты
Дон Черри научился играть на разных духовых инструментах в школе:134. На протяжении всей своей карьеры Черри играл на карманном корнете (хотя Черри называл её карманной трубой), трубе, корнете, флюгельгорне и бугле.
В начале карьеры он играл на фортепиано, и затем иногда продолжал на нём играть, как и на органе.
После возвращения из африканского турне Черри часто играл на doussn’gouni, струнном инструменте, сделанном из тыквы. Путешествуя по миру он собрал коллекцию этнических инструментов, на которых он научился играть и использовал их затем на концертах и записях. Среди них были беримбау, бамбуковые флейты и разнообразные ударные.

## Техника и стиль
На стиль игры Черри повлияли Майлз Дэвис, Фэтс Наварро, Клиффорд Браун и Гарри Эдисон. Некоторые критики отмечали недостатки стиля игры Черри:137.
Рон Уинн писал, что «техника Черри не всегда рациональна, часто в своих быстрых соло он пропускает или небрежно играет отдельные ноты. Но он, несмотря на технические недостатки, является настоящим новатором в использовании трубы и корнета, например блестяще имитируя человеческий голос».
Майлз Дэвис сначала отвергал игру Черри, однако по свидетельству Черри, когда Девис посетил концерт Коулмана в Five Spot Café, он был впечатлён игрой Черри и сыграл с ансамблем на карманной трубе Черри. Позднее, в 1964 году, отвечая на вопросы DownBeat, Дэвис признался, что всегда преклонялся перед игрой Черри.

## Дискография

### В качестве лидера
- 1961: The Avant-Garde (Atlantic) с Джоном Колтрейном
- 1965: Togetherness (Durium)
- 1965: Complete Communion (Blue Note)
- 1966: Symphony for Improvisers (Blue Note)
- 1966: Where Is Brooklyn? (Blue Note)
- 1966: Live at Cafe Montmartre 1966 (ESP-disk)
- 1968: Eternal Rhythm (MPS)
- 1969: Mu (BYG) with Ed Blackwell
- 1969: Live in Ankara (Sonet)
- 1970: Human Music (Flying Dutchman) with Jon Appleton
- 1971: Orient (BYG)
- 1971: Blue Lake (BYG)
- 1972: Organic Music Society (Caprice)
- 1973: Relativity Suite with the Jazz Composer's Orchestra (JCOA)
- 1973: Eternal Now (Sonet)
- 1975: Brown Rice (Horizon)
- 1976: Hear & Now (Atlantic)
- 1982: El Corazón (ECM) with Ed Blackwell
- 1985: Home Boy (Barclay)
- 1988: Art Deco (A&M)
- 1991: Multikulti (A&M)
- 1993: Dona Nostra (ECM)

С Old and New Dreams
- Old and New Dreams (Black Saint, 1976)
- Old and New Dreams (ECM, 1979)
- Playing (ECM, 1980)
- A Tribute to Blackwell (Black Saint, 1987)

С Codona
- Codona (ECM, 1979)
- Codona 2 (ECM, 1981)
- Codona 3 (ECM, 1983)

### В качестве сайдмена
С Орнеттом Коулманом
- Something Else!!!! (Contemporary, 1958)
- Tomorrow Is the Question! (Contemorary, 1959)
- The Shape of Jazz to Come (Atlantic, 1959)
- Change of the Century (Atlantic, 1960)
- Twins (Atlantic, 1959-60 [1971])
- The Art of the Improvisers (Atlantic, 1959-61 [1970])
- To Whom Who Keeps a Record (Atlantic, 1959-60 [1975])
- This is our Music (Atlantic, 1960)
- Free Jazz: A Collective Improvisation (Atlantic, 1960)
- Ornette! (Atlantic, 1961)
- Ornette on Tenor (Atlantic, 1961)
- Crisis (Impulse!, 1969)
- Science Fiction (Columbia, 1971)
- Broken Shadows (Columbia, 1971 [1982])
- In All Languages (Caravan of Dreams, 1987)

С New York Contemporary Five
- Consequences (Fontana, 1963)
- New York Contemporary Five Vol. 1 (Sonet, 1963)
- New York Contemporary Five Vol. 2 (Sonet, 1963)
- Bill Dixon 7-tette/Archie Shepp and the New York Contemporary Five (Savoy, 1964)

С Альбертом Айлером
- The Hilversum Session (1964)
- Vibrations (1964) Freedom Records
- New York Eye and Ear Control (1965)

С Чарли Хейденом
- Liberation Music Orchestra (1969)
- The Ballad of the Fallen (1986)
- The Montreal Tapes: with Don Cherry and Ed Blackwell (Verve, 1989 [1994])

С Сан Ра
- Hiroshima (1983)
- Stars That Shine Darkly (1983)
- Purple Night (1990)
- Somewhere Else (1993)

С другими
- Стивом Лейси — Evidence (1962)
- Сонни Роллинс — Our Man in Jazz (1962)
- Джорджем Расселом — George Russell Sextet at Beethoven Hall (1965)
- The Jazz Composer’s Orchestra (1968)
- Carla Bley — Escalator over the Hill (JCOA, 1971)
- Alejandro Jodorowsky and Ronald Frangipane — «The Holy Mountain Original Soundtrack» (1973)
- Steve Hillage — «L» (1976)
- Collin Walcott — Grazing Dreams (ECM, 1977)
- Latif Khan — Music/Sangam (1978)
- Johnny Dyani — Song For Biko (1978)
- Lou Reed — The Bells (1979)
- Bengt Berger — Bitter Funeral Beer (ECM, 1981)
- Rip Rig + Panic — I am Cold (1982)
- Bengt Berger Bitter Funeral Beer Band — Live In Frankfurt (1982)
- Dag Vag — Almanacka (1983)
- Frank Lowe — Decision in Paradise (Soul Note, 1984)
- Jai Uttal — Footprints (1990)
- Ed Blackwell Project — Vol. 2: «What It Be Like?» (one track)